# Registraire du Québec
Ne doit pas être confondu avec Registraire des entreprises.
Le registraire du Québec a pour fonction de compiler et de cataloguer l'ensemble des proclamations, commissions, lettres patentes et tous documents rédigés et délivrés sous l'insigne du Grand Sceau du Québec pour fins d'enregistrement et de consultation. Le rôle de registraire du Québec, dont le mandat est institué par la  Loi sur le ministère de la Justice, est toujours échu au ministre de la Justice du Québec et va de pair avec la fonction de procureur général du Québec.

## Description
En vertu de la Loi sur le ministère de la Justice et de la Loi  abrogeant la Loi du secrétariat et modifiant d'autres dispositions législatives, le ministre de la Justice du Québec occupe les rôles de registraire du Québec, de procureur général du Québec, de notaire général du Québec, de jurisconsulte du lieutenant-gouverneur du Québec, de membre jurisconsulte du Conseil exécutif du Québec, et celui de gardien du Grand Sceau du Québec. Créé sous l'impulsion du Gouvernement Bertrand le 12 décembre 1969 et officiellement entré en fonction le 1er janvier 1970, le registraire du Québec s'occupe de plusieurs tâches administratives en relation avec la fonction publique québécoise. Le registraire est notamment chargé de l'expédition de toute copie des registres et documents en sa possession, du dépôt de documents officiels dans un registre public et de l'authentification, grâce à sa signature, de l'existence de ces documents, lettres patentes, chartes et décrets, ou autres documents publics de nature similaire délivrés par le gouvernement, tout en en assurant leur pérennité et leur consultabilité. De plus, le secrétaire général du Conseil exécutif du Québec remet un exemplaire du recueil annuel des lois au lieutenant-gouverneur et au registraire du Québec, ce dernier devant s'assurer de le classifier et de le répertorier.

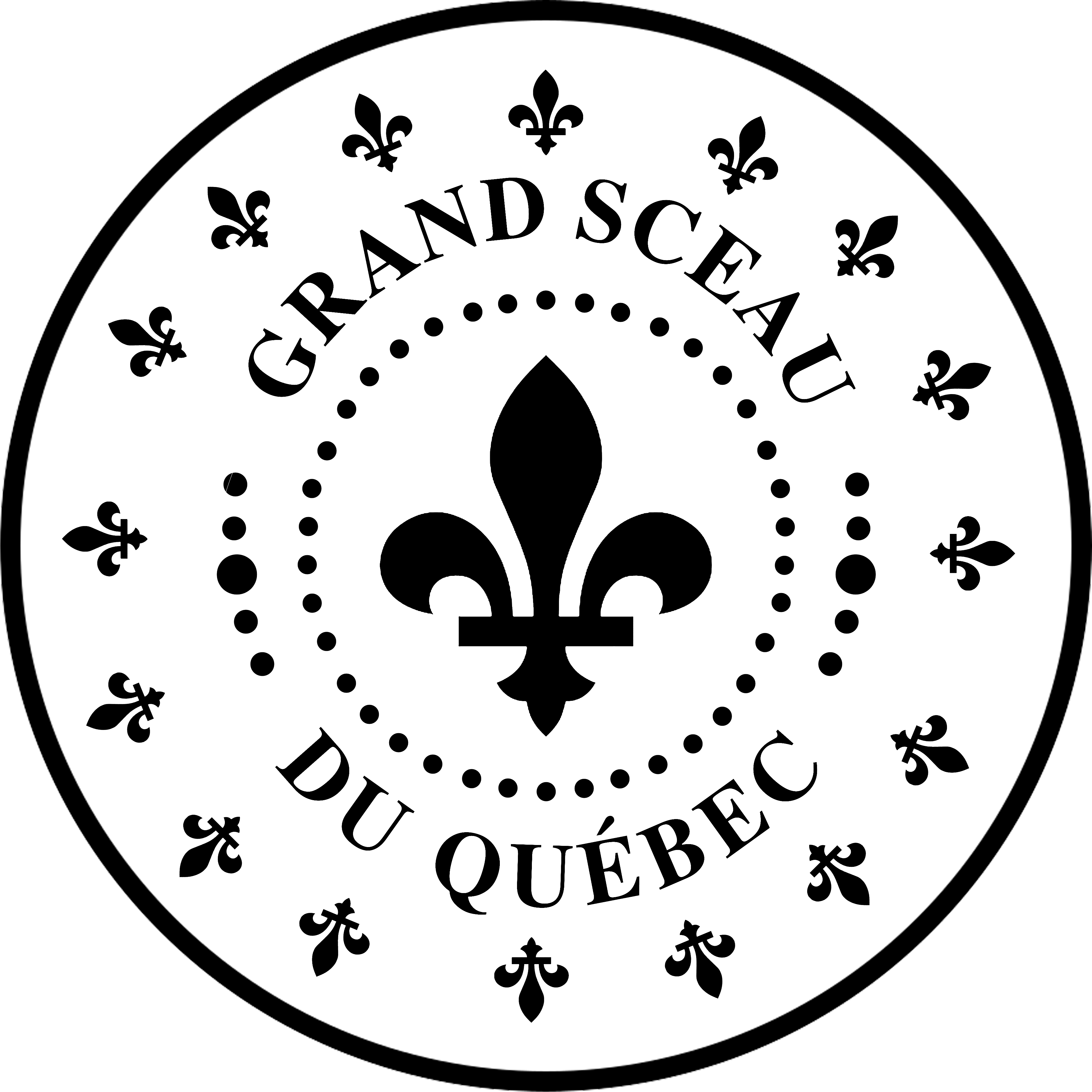
Grand Sceau du Quebec

## Liste des registraires du Québec

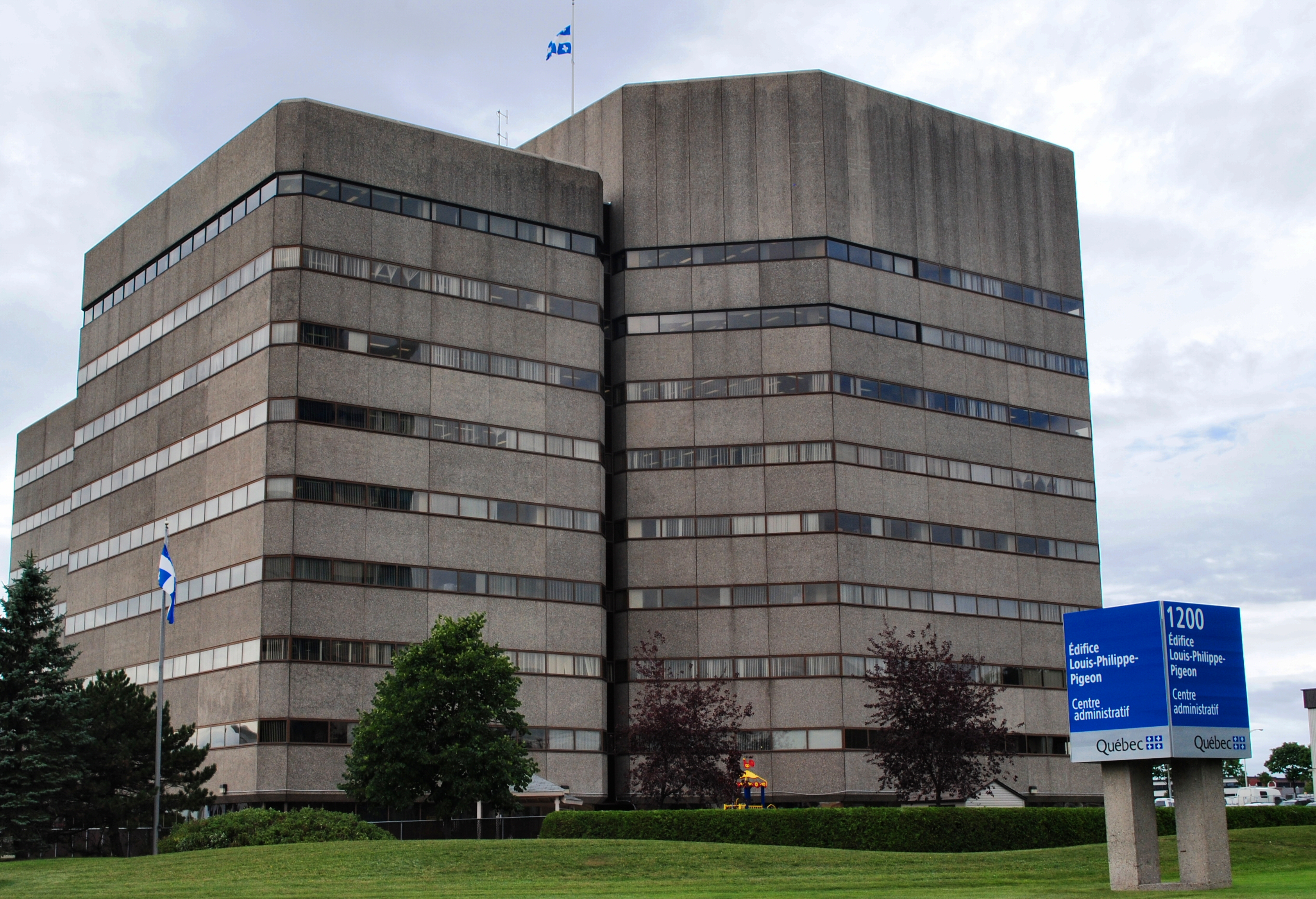
Siège du ministère de la Justice - Édifice Louis-Philippe-Pigeon

| Rang  | Image                         | Nom                  | Durée du mandat                     | Parti politique         | Circonscription électorale |
| ----- | ----------------------------- | -------------------- | ----------------------------------- | ----------------------- | -------------------------- |
| 1er   | Armoiries du Québec           | Rémi Paul            | 1er janvier 1970 - 12 mai 1970      | Union nationale         | Maskinongé                 |
| 2e    | Armoiries du Québec           | Jérôme Choquette     | 12 mai 1970 - 30 juillet 1975       | Parti libéral du Québec | Outremont                  |
| 3e    | Armoiries du Québec           | Gérard D. Lévesque   | 30 juillet 1975 - 26 novembre 1976  | Parti libéral du Québec | Bonaventure                |
| 4e    | Marc-André Bédard01           | Mard-André Bédard    | 26 novembre 1976 - 5 mars 1984      | Parti québécois         | Chicoutimi                 |
| 5e    | Pierre Marc Johnson 2019      | Pierre Marc Johnson  | 5 mars 1984 - 3 octobre 1985        | Parti québécois         | Anjou                      |
| 6e    | Armoiries du Québec           | Raynald Fréchette    | 3 octobre 1985 - 12 décembre 1985   | Parti québécois         | Sherbrooke                 |
| 7e    | Armoiries du Québec           | Herbert Marx         | 12 décembre 1985 - 23 juin 1988     | Parti libéral du Québec | D'Arcy-McGee               |
| 8e    | Gil Rémillard 2014-05-28      | Gil Rémillard        | 23 juin 1988 - 11 janvier 1994      | Parti libéral du Québec | Jean-Talon                 |
| 9e    | Armoiries du Québec           | Roger Lefebvre       | 11 janvier 1994 - 26 septembre 1994 | Parti libéral du Québec | Frontenac                  |
| 10e   | Armoiries du Québec           | Paul Bégin           | 26 septembre 1994 - 25 août 1997    | Parti québécois         | Louis-Hébert               |
| 11e   | SergeMénard                   | Serge Ménard         | 25 août 1997 - 15 décembre 1998     | Parti québécois         | Laval-des-Rapides          |
| 12e   | Armoiries du Québec           | Linda Goupil         | 15 décembre 1998 - 8 mars 2001      | Parti québécois         | Lévis                      |
| (10e) | Armoiries du Québec           | Paul Bégin           | 8 mars 2001 - 29 octobre 2002       | Parti québécois         | Louis-Hébert               |
| 13e   | Armoiries du Québec           | Normard Jutras       | 29 octobre 2002 - 29 avril 2003     | Parti québécois         | Drummond                   |
| 14e   | Marc Bellemare                | Marc Bellemare       | 29 avril 2003 - 27 avril 2004       | Parti libéral du Québec | Vanier                     |
| 15e   | Jacques Dupuis 2008 (cropped) | Jacques P. Dupuis    | 27 avril 2004 - 18 février 2005     | Parti libéral du Québec | Saint-Laurent              |
| 16e   | Armoiries du Québec           | Yvon Marcoux         | 18 février 2005 - 18 avril 2007     | Parti libéral du Québec | Vaudreuil                  |
| (15e) | Jacques Dupuis 2008 (cropped) | Jacques P. Dupuis    | 18 avril 2007 - 18 décembre 2008    | Parti libéral du Québec | Saint-Laurent              |
| 17e   | Kathleen Weil                 | Kathleen Weil        | 18 décembre 2008 - 11 août 2010     | Parti libéral du Québec | Notre-Dame-de-Grâce        |
| 18e   | Jean-Marc Fournier 2017       | Jean-Marc Fournier   | 11 août 2010 - 19 septembre 2012    | Parti libéral du Québec | Saint-Laurent              |
| 19e   | Bertrand St-Arnaud            | Bertrand St-Arnaud   | 19 septembre 2012 - 23 avril 2014   | Parti québécois         | Chambly                    |
| 20e   | Armoiries du Québec           | Stéphanie Vallée     | 23 avril 2014 - 18 octobre 2018     | Parti libéral du Québec | Gatineau                   |
| 21e   | Sonia Lebel en 2019           | Sonia LeBel          | 18 octobre 2018 - 22 juin 2020      | Coalition avenir Québec | Champlain                  |
| 22e   |                               | Simon Jolin-Barrette | En poste depuis le 22 juin 2020     | Coalition avenir Québec | Borduas                    |